# Vladimíra Petráková
Vladimíra Petráková (* 1985) je česká fyzička a biofyzička, vedoucí vědecké skupiny na Ústavu fyzikální chemie J. Heyrovského AV ČR v Praze a spoluzakladatelka organizace Czexpats in Science.

## Vzdělání
Vystudovala biomedicínskou a klinickou techniku na ČVUT, Fakultu biomedicínského inženýrství. Doktorát získala na Fakultě biomedicínského inženýrství ČVUT a na Fyzikálním ústavu AV ČR.

## Profesní kariéra
Po dokončení doktorátu se přestěhovala do Německa, kde v letech 2016–2019 pracovala na Svobodné univerzitě v Berlíně. Její práce byla v roce 2017 podpořena Humboldtovým postdoktorandským stipendiem.
Po návratu do České republiky založila vlastní skupinu na Ústavu fyzikální chemie J. Heyrovského AV ČR v Praze, kde se věnuje nanotechnologiím a studiu nanočástic.
V roce 2021 získala pro svůj výzkum podporu prestižního grantu Junior STAR, v roce 2022 získala další prestižní ocenění Lumina quaeruntur.